# Bricelj
Bricelj je priimek v Sloveniji, ki ga je po podatkih Statističnega urada Republike Slovenije na dan 1. januarja 2019 uporabljalo 241 oseb in je po pogostnosti na 1.725. mestu.

## Znani nosilci priimka
- Beti Bricelj (*1974), slikarka, umetnica
- Bogdan Bricelj (*1958), fotograf, računalničar
- Franc Bricelj (1904—1981), skladatelj in zborovodja
- Ivan Bricelj (1893—1973/4), gradbenik in podjetnik
- Ivo Bricelj (1920—?), radiotehnik, inovator in emigrant
- Janez Bricelj (*1953), filmski montažer
- Leopold Bricelj (1908—1983), stavbenik
- Martin Bricelj Baraga (*1977), intermedijski umetnik
- Mihael Bricelj (1946—2016), biolog, ekotoksikolog in limnolog
- Mitja Bricelj (*1959), hidrogeograf, okoljski strokovnjak in državni uradnik
- Suzana Bricelj (*1971), oblikovalka vizualnih komunikacij in ilustratorka
- Vera Bricelj Mlakar (1922—2016), modna oblikovalka